# 舍夫琴科韋 (布倫市鎮)
51°16′31″N 33°44′21″E / 51.27528°N 33.73917°E
舍夫琴科韋（烏克蘭語：Шевченкове）是位於烏克蘭東北部的村莊，由蘇梅州科諾托普區的布林市鎮負責管轄。該村處於謝伊姆河左岸，距離赫溫托韋2公里，海拔高度130米，2001年人口28。